# Trevor Peres
Trevor Peres (født 25. juli 1969) er en amerikansk musiker, bedst kendt for sin position som rytmeguitarist i det amerikanske dødsmetal-band Obituary, som han sluttede sig til efter Tardy brødrene havde dannet det i 1984 under navnet Executioner. "Det var i slutningen af 10. klasse, og Donald og jeg stod i indgangen, og snakkede om vi skulle jamme (...) Han havde et trommesæt, jeg havde en guitar, og vi vidste knap nok hvordan, man spillede på dem" fortalte Peres. I Obituarys pause valgte han, at danne sit eget band Catastrophic, som udgav sit debutalbum The Cleansing i 2001.

## Diskografi
Oversigten indeholder kun studiealbums.
| - 1989: Slowly We Rot - 1990: Cause of Death - 1992: The End Complete - 1994: World Demise - 1997: Back From the Dead - 2005: Frozen in Time - 2007: Xecutioner's Return - 2009: Darkest Day | - 1993: Embedded - 2001: The Cleansing - 2004: The Pre-Fix for Death - 2008: Agony of Death |

## Fodnoter
1. ↑  Mudrian 2004, s. 88